# Coppa Mitropa 1987-1988
La Coppa Mitropa 1987-1988 fu la quarantaseiesima edizione del torneo e venne vinta dagli italiani del Pisa, alla seconda vittoria nella competizione.
Fu la prima edizione in cui parteciparono le prime due classificate della serie cadetta italiana dell'anno precedente che era terminata a pari merito: sia il Pisa che il Pescara aderirono alla manifestazione, e quindi venne invitata anche una seconda squadra ungherese.
Si tornò alla fase a gironi, le cui prime classificate, Pisa e Váci Izzo (Ungheria), si giocarono la finale come tutto il torneo nella città toscana, finito il campionato italiano.

## Partecipanti
| Nazione                   | Squadra                    | Campionato                                                                                                | Note |
| ------------------------- | -------------------------- | --- | ---- |
| Cecoslovacchia (bandiera) | Slovan Bratislava          | 1º campionato di Cecoslovacchia 2. liga 1986-87                                                           |      |
| Jugoslavia (bandiera)     | Vojvodina Novi Sad         | 1º campionato di Jugoslavia Druga Liga Girone Ovst 1986-87                                                |      |
| Ungheria (bandiera)       | Rákóczi Kaposvár Váci Izzo | 1 campionato d'Ungheria Nemzeti Bajnokság II 1986-87 2 campionato d'Ungheria Nemzeti Bajnokság II 1986-87 |      |
| Italia (bandiera)         | Pescara Pisa               | 1º campionato d'Italia serie B 1986-87                                                                    |      |

## Torneo

### Fase a gironi

#### Gruppo A
| Squadra 1         | Risultato | Squadra 2         |
| ----------------- | --------- | ----------------- |
| Pescara           | 4 - 1     | Váci Izzo         |
| Slovan Bratislava | 1 - 0     | Pescara           |
| Váci Izzo         | 6 - 0     | Slovan Bratislava |

Classifica
| Squadra           | P.ti | G | V | P | S | GF | GS | DR |
| ----------------- | ---- | - | - | - | - | -- | -- | -- |
| Váci Izzo         | 2    | 2 | 1 | 0 | 1 | 7  | 4  | +3 |
| Pescara           | 2    | 2 | 1 | 0 | 1 | 4  | 2  | +2 |
| Slovan Bratislava | 2    | 2 | 1 | 0 | 1 | 1  | 6  | -5 |

#### Gruppo B
| Squadra 1          | Risultato | Squadra 2          |
| ------------------ | --------- | ------------------ |
| Pisa               | 2 - 0     | Rákóczi Kaposvár   |
| Vojvodina Novi Sad | 3 - 0     | Rákóczi Kaposvár   |
| Pisa               | 1 - 0     | Vojvodina Novi Sad |

Classifica
| Squadra            | P.ti | G | V | P | S | GF | GS | DR |
| ------------------ | ---- | - | - | - | - | -- | -- | -- |
| Pisa               | 4    | 2 | 2 | 0 | 0 | 3  | 0  | +3 |
| Vojvodina Novi Sad | 2    | 2 | 1 | 0 | 1 | 3  | 1  | +2 |
| Rákóczi Kaposvár   | 0    | 2 | 0 | 0 | 2 | 0  | 5  | -5 |

### Finale
Gara giocata il 30 maggio
| Squadra 1 | Risultato | Squadra 2 |
| --------- | --------- | --------- |
| Pisa      | 3 - 0     | Váci Izzo |

| Arbitro: | Liska |

|                                       |           |  |
| Cecconi 33’ Sclosa 36’ Bernazzani 75’ | Marcatori |  |

## Classifica marcatori
|  | Gol | Marcatore          | Squadra   |
|  | --- | ------------------ | --------- |
|  | 2   | Rocco Pagano       | Pescara   |
|  | 2   | János Mózner       | Váci Izzo |
|  | 2   | Luca Cecconi       | Pisa      |
|  | 2   | Daniele Bernazzani | Pisa      |